# 데이비드 마시아노
데이비드 마시아노(David Marciano, 1960년 1월 7일 ~ )는 미국의 배우이다.

## 출연 작품
- 리썰 웨폰 2 (1989년) - 경찰 1 역
- 타이니 디텍티브즈 (2014년) - 경찰서장 역